# Medalla por la Conquista de Viena
La Medalla por la Conquista de Viena (en ruso: Медаль «За взятие Вены», tr.: Medal "Za viatziye Veny")  fue una medalla de campaña de la Unión Soviética de la Segunda Guerra Mundial establecida el 9 de junio de 1945 mediante decreto del Presídium del Sóviet Supremo de la Unión Soviética, y otorgada a los soldados del Ejército Rojo, Marina, Tropas del Ministerio del Interior (MVD) y Tropas del Comité de Seguridad del Estado (NKVD) que tuvieron una participaron destacada en la Ofensiva de Viena entre el 16 de marzo y el 13 de abril de 1945. El estatuto de la medalla fue enmendado el 18 de julio de 1980 por el decreto del Presídium del Sóviet Supremo de la URSS n.º 2523-X.

## Historia
El 19 de abril de 1945, el Comandante en Jefe de la Retaguardia del Ejército Rojo, el general de ejército Andréi Jruliov, ordenó al Comité Técnico de la Dirección Principal de Intendencia la elaboración de proyectos para crear condecoraciones por la conquista y liberación de ciudades fuera de los límites de la Unión Soviética. El 24 de abril se presentaron los primeros esbozos y el 30 se examinaron unos 116 dibujos. El grabador B. Andrianov hizo pruebas en metal el 3 de mayo. El autor del proyecto definitivo fue el artista Zvorykina, autor también de otras condecoraciones.

## Estatuto de concesión
La medalla  se concedía a militares del Ejército Rojo, Marina, tropas del Ministerio del Interior (MVD) y tropas del Comité de Seguridad del Estado (NKVD), participantes directos en el «asalto y captura heroica» de Berlín, así como a organizadores y líderes de operaciones militares en el captura de esta ciudad. La medalla se concedía en nombre del Presídium del Soviet Supremo de la Unión Soviética, una vez verificados los documentos que certificaban la participación real en la ofensiva de Viena. El personal militar en servicio recibió la medalla de su comandante de unidad, los jubilados del servicio militar recibieron la medalla de un comisionado militar regional, municipal o de distrito en la comunidad en la que vivía el destinatario. Se concedió unas 277 380 veces.
La Medalla por la Conquista de Berlín se lleva en el lado izquierdo del pecho y, en presencia de otras condecoraciones de la URSS, se coloca inmediatamente después de la Medalla de la victoria sobre Japón. Si se usa en presencia de órdenes o medallas de la Federación de Rusia, estas últimas tienen prioridad.
Cada medalla venía con un certificado de premio, este certificado se presentaba en forma de un pequeño folleto de cartón de 8 cm por 11 cm con el nombre del premio, los datos del destinatario y un sello oficial y una firma en el interior. Por el decreto del 5 de febrero de 1951 del Presídium del Sóviet Supremo de la URSS, se estableció que la medalla y su certificado quedarían en manos de la familia tras la muerte del beneficiario.

## Diseño

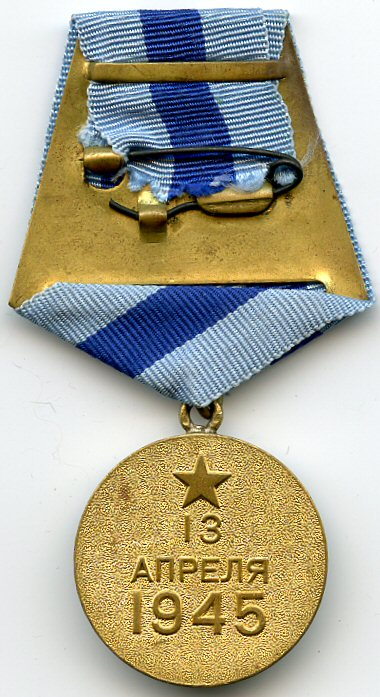
Reverso de la medalla

Se trata de una medalla circular de cobre de 32 mm de diámetro con un borde elevado por ambos lados. 
En el anverso de la medalla: en el centro aparece la inscripción «P"ЗА ВЗЯТИЕ ВЕНЫ» ("Por la Conquista de Viena"), en la parte superior hay una estrella de cinco puntas, en la parte inferior hay una ramita de laurel. En el reverso aparece la fecha de la liberación de la captura de la ciudad «13 АПРЕЛЯ 1945» (13 de abril de 1945) bajo otra estrella de cinco puntas. 
La medalla está conectada con un ojal y un anillo a un bloque pentagonal cubierto con una cinta de muaré de seda azul de 24 mm de ancho. En el medio de la cinta hay una franja azul de 8 mm de ancho.

## Galardonados
Lista parcial de las personas que recibieron la Medalla por la Conquista de Viena
- Suboficial de infantería de marina Yekaterina Mijailova-Demina
- Mariscal Jefe de Artillería Mitrofán Nedelin
- Mariscal de la Unión Soviética Rodión Malinovski
- Mariscal de la Unión Soviética Fiódor Tolbujin
- Coronel General Nikolái Kamanin
- Físico y veterano de la Segunda Guerra Mundial Vladímir Teplyakov
- Zapador Vladímir Chekalov
- Veterano de la Segunda Guerra Mundial, pintor Piotr Vasiliev
- Corresponsal de guerra Piotr Pavlenko
- Coronel Iván Ladyga
- General del ejército Semion Pavlovich Ivanov
- Teniente general Gueorgui Beregovoi
- Escritor, teniente Grigori Baklanov
- Teniente general Kuzma Derevianko
- Fotógrafo militar Yevgeni Jaldéi
- Veterano de la Segunda Guerra Mundial, director de cine y guionista Grigori Chujrái